# 本田悦朗
本田 悦朗（ほんだ えつろう、1955年（昭和30年）1月 - ）は、日本の大蔵官僚、経済学者（国際金融・金融政策）。TMI総合法律事務所顧問。
財務総合政策研究所研究部部長、四国財務局局長、外務省大臣官房審議官（欧州局担当）、財務省大臣官房政策評価審議官、静岡県立大学国際関係学部教授、内閣官房参与、スイス駐箚特命全権大使兼リヒテンシュタイン駐箚特命全権大使兼欧州金融経済担当特命大使などを歴任した。

## 来歴

### 生い立ち
1955年、和歌山県にて生まれた。和歌山県和歌山市、岩出市、有田郡、日高郡などで育った。和歌山県立橋本高等学校を卒業後、上京して東京大学に入学する。1978年、同大学法学部第1類（私法コース）を卒業し、法学士を取得した。同年、大蔵省に入省した。配属先は銀行局総務課。

### 大蔵官僚として
大蔵省入省後は、十和田税務署の署長を経て、本省で関税企画官や理財局国有財産第二課の課長を務め、同省の施設等機関である財務総合政策研究所では研究部の部長などを務めた。また、外務省への出向経験も多く、在外公館としては在ソビエト連邦日本国大使館の二等書記官をはじめ、在ロサンゼルス日本国総領事館の領事、在ニューヨーク日本国総領事館の領事、在アメリカ合衆国日本国大使館の公使などを務めた。また、国際機関での経験も多く、世界銀行の金融セクタースペシャリストや、欧州復興開発銀行の日本代表理事などを務めた。
2004年より、財務省の地方支分部局の一つである四国財務局にて、トップである局長に就任した。その後、外務省にて欧州局の審議官などを務めたのち、2011年に財務省の大臣官房にて政策評価審議官に就任した。大蔵省、および、その後継機関である財務省には34年間在籍した。

### 経済学者として

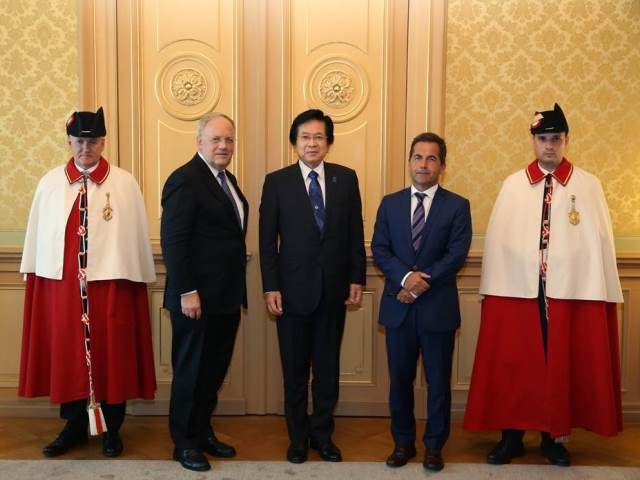
2016年6月23日、スイスの連邦大統領ヨハン・シュナイダー＝アマン（左から2人目）、連邦事務総長ヴァルター・トゥルンヘア（右から2人目）らと

2012年、財務省から静岡県立大学に転じ、国際関係学部の教授に就任した。また、同大学の大学院では、国際関係学研究科の教授も兼務した。なお、財務省時代にも、東京大学大学院や香川大学にて客員教授を兼任し、教鞭を執った経験を持つ。また、第2次安倍内閣の発足にともない、内閣官房参与を非常勤で兼務している。同じく内閣官房参与に就任した浜田宏一とともに、主として国際金融を担当する。2015年3月31日、静岡県立大学を退職した。
退職後は、同年4月よりTMI総合法律事務所にて顧問を務めた。なお、同月より、明治学院大学にて法学部の客員教授を兼任している。
2016年3月11日、閣議において、駐スイス大使に任命される。5月20日、駐リヒテンシュタイン大使を兼務する。6月8日、欧州金融経済特命大使を兼務する。2019年4月12日付で大使を辞職した。

## 研究・主張

### 経済政策

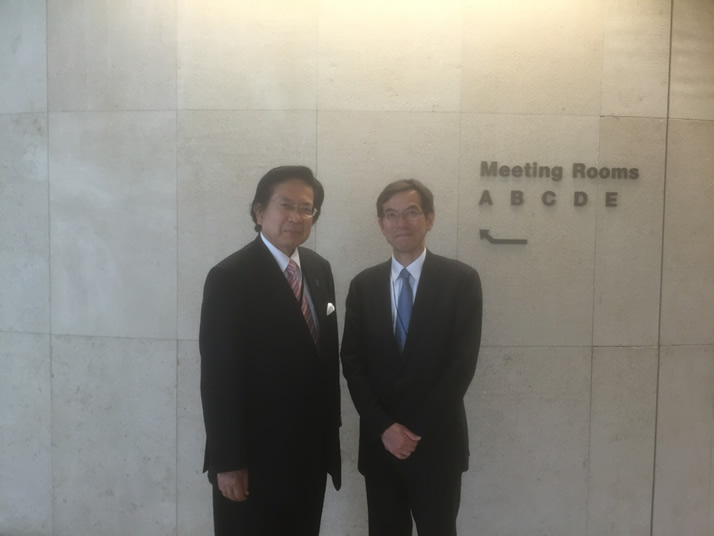
2016年8月16日、保険監督者国際機構事務局長河合美宏（右）と

大蔵省での経験を基に、国際金融や金融政策といった分野を研究している。具体的には、国際的な通貨制度や通貨危機といったトピックや、デフレーション下の金融政策などについて取り組んでいる。金融政策としては、インフレターゲットの導入を推奨している。また、政治家の安倍晋三のブレーンとしても知られており、自由民主党総裁に返り咲いた安倍に対し経済政策を指南しているとされている。
2012年11月の第46回衆議院議員総選挙直前、安倍は大胆な金融緩和策を提唱し日本銀行総裁の白川方明などから批判されたが、この際に安倍は「本田という元財務官僚がいて、彼がデフレ脱却について結構いろいろアドバイスをくれるんだよ」 と語っている。本田からのアドバイスの具体的な内容については、安倍は「マネタリーベースを上げて円高を克服すればデフレ脱却と税収増につながるというんだよね」 と説明している。なお、マスコミからの取材に対し、本田も「安倍さんとはデフレ脱却について話をしているのは事実です」 と回答している。
また、日本銀行法の改正を主張しており、政策目的として物価の安定と雇用の最大化を記載するよう主張している。具体的な目標値については「雇用が悪ければ物価（目標）は4%ぐらいにしないといけない」 と指摘している。ただ、内閣に日本銀行総裁の罷免権を与える必要はないとの考えを採っている。望ましい総裁の人物像として「個人的には岩田規久男・学習院大教授など、インフレ目標の理念を理解している人がよい」 と語っている。民自公の三党合意に基づく消費税増税法案に対しては、「基本原則としては、デフレ下で増税はやってはいけない」 と述べるなど否定的な見解を表明している。
また、国際政治経済システム研究会では、竹中平蔵、冨田俊基、渡邊博史らとともに専門委員を務めていた。

### 政治思想
2014年2月、アメリカの日刊経済紙ウォール・ストリート・ジャーナル（WSJ）のインタビュー記事において、前年12月に行われた安倍晋三首相の靖国神社参拝を高く評価するとともに、中華人民共和国の脅威に備えた軍事力の強化がアベノミクスの目的の一つであることを明かしたと報じられた。
記事によると本田は、体当たりをかける特攻機の様子を身振り手振りで示しながら神風特攻隊の自己犠牲を称賛して涙ぐみ、日本の平和と繁栄は彼らの犠牲の上に成り立っており、安倍首相が彼らの追悼のために靖国神社を参拝したことを高く評価すると述べたという。また中国に対して深刻な脅威を感じているとした上で、アベノミクスによる経済力の強化を必要としているのは賃金上昇や生活向上のほかにも、強力な軍隊を持って中国に対峙できるようにするためだと語ったという。
この報道に対して本田は、靖国神社に関する部分の発言は自身の見解ではなく、靖国神社の性質や日本国民にとって特別な場所であることをオフレコでざっくばらんに説明しようとしたものであり、またアベノミクスの目的に関する部分の発言については、そのような発言はしていないと主張した。菅義偉内閣官房長官は同月20日の記者会見でWSJ側から記事修正の用意があるとの回答を受けたとしたが、WSJを発行しているダウ・ジョーンズは「記事の内容は正確だと確信している」とするコメントを発表している。
2020年10月29日、自民党若手議員が衆院議員会館で開いた会合で講演し、菅義偉首相のブレーンとして知られる小西美術工藝社のデービッド・アトキンソン社長が主張する中小企業再編について「極めて危険だ」と異論を唱えた。「マクロ経済をあまりよく分かっていない。失業者がいっぱい出て日本経済は破壊される。必ずや失敗する」と批判した。
2025年7月25日、自身のX（旧ツイッター）アカウントで「終戦の日に『80年談話』を出して謝罪するようなことがあれば、自民党政治は終わる」などとポストしたことが産経新聞で伝えられた。

## 略歴
- 1955年 - 和歌山県にて誕生。

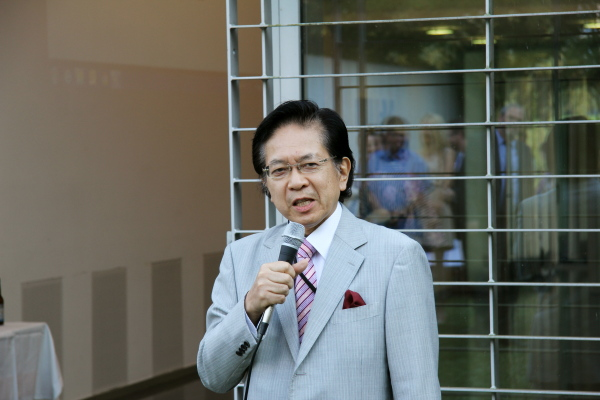
2016年9月1日、「チキンフェスティバル」にて

- 1973年 - 和歌山県立橋本高等学校卒業。
- 1978年 - 東京大学法学部卒業。
- 1978年 - 大蔵省入省。
- 1982年 - 証券局総務課企画係長[28]。
- 1983年 - 十和田税務署署長。
- 1985年 - 在ソビエト連邦日本国大使館二等書記官。
- 1987年 - 在ロサンゼルス日本総領事館領事。
- 1989年 - 大蔵省国際金融局総務課課長補佐。
- 1990年 - 世界平和研究所主任研究員。
- 1992年 - 大蔵省国際金融局調査課課長補佐（総括、企画担当）[29]。
- 1993年 - 世界銀行金融セクタースペシャリスト。
- 1996年 - 大蔵省関税企画官。
- 1996年 - 世界税関機構原産地規則技術委員会副議長。
- 1998年 - 金融監督庁マネーロンダリング対策室室長。
- 1999年 - 大蔵省理財局国有財産第二課課長。
- 2000年 - 在ニューヨーク日本総領事館領事財務部部長。
- 2000年 - 在アメリカ合衆国日本国大使館参事官。
- 2002年 - 在アメリカ合衆国日本国大使館公使。
- 2003年 - 財務省財務総合政策研究所研究部部長。
- 2004年 - 東京大学大学院客員教授。
- 2004年 - 財務省四国財務局局長。
- 2004年 - 香川大学講師。
- 2006年 - 香川大学客員教授。
- 2006年 - 外務省大臣官房審議官（欧州局担当）。
- 2008年 - 欧州復興開発銀行日本代表理事。
- 2011年 - 財務省大臣官房政策評価審議官。
- 2012年 - 財務省退官。
- 2012年 - 静岡県立大学国際関係学部教授。
- 2012年 - 静岡県立大学大学院国際関係学研究科教授。
- 2012年 - 内閣官房参与。
- 2015年 - 静岡県立大学退職。
- 2015年 - TMI総合法律事務所顧問。
- 2015年 - 明治学院大学法学部客員教授。
- 2016年 - スイス駐箚特命全権大使。
- 2016年 - 兼リヒテンシュタイン駐箚特命全権大使。
- 2016年 - 兼欧州金融経済特命大使。

## 著作

### 編著
- 佐伯喜一・本田悦朗・杉本孝編著『社会主義システム変革研究会報告書』世界平和研究所、1992年。
- 本田悦朗編著『アベノミクスの真実』幻冬舎、2013年。

### 論文
- 本田悦朗稿「新世界システムと日本」『フィナンシャル・レビュー』25号、大蔵省印刷局、1992年12月。ISSN 0912-5892
- Etsuro Honda, "Financial deregulation in Japan", Japan and the World Economy, Vol.15, Issue 1, Elsevier Science, 2003. ISSN 0922-1425
- 本田悦朗稿「市場経済移行国は世界経済危機を乗り越えられるか」『週刊金融財政事情』2960号、金融財政事情研究会、2012年1月。ISSN 1345-3033